# Lee Je-hoon
Lee Je-hoon (kor. 이제훈, hancha: 李帝勳; ur. 4 lipca 1984) – południowokoreański aktor.

## Filmografia

### Filmy
| Rok  | Tytuł                                           | Rola                             |
| ---- | ----------------------------------------------- | -------------------------------- |
| 2007 | They Live by Night                              | Szeregowy Shin                   |
| 2007 | Placebo                                         |                                  |
| 2007 | Small Town Rivals                               | Przyjaciel Chun-sam              |
| 2008 | Ah Man                                          |                                  |
| 2008 | Holy Vacation                                   | Kang Young-woon                  |
| 2009 | Just Friends?                                   | Seok-i                           |
| 2009 | When Winter Comes                               |                                  |
| 2009 | The Pit and the Pendulum                        | młody Sang-tae                   |
| 2010 | The Influence                                   | Sunjong                          |
| 2010 | The Servant                                     | Wytwórca hanboków                |
| 2010 | Finding Mr. Destiny                             | Woo-hyung                        |
| 2010 | Maldives Express                                | Eun-seok                         |
| 2010 | A Dog Came Into My Flash                        |                                  |
| 2010 | Miss Communication                              | Projektant książek               |
| 2010 | Ghost (Be With Me)                              | Kim Se-young                     |
| 2011 | Posępna noc                                     | Ki-tae                           |
| 2011 | Gojijeon                                        | Kapitan Shin Il-young            |
| 2012 | Geonchukhakgaeron                               | Lee Seung-min w przeszłości      |
| 2012 | Jeomjaengyideul                                 | Suk-hyun                         |
| 2012 | Strażnicy marzeń                                | Jack Frost (koreański dubbing)   |
| 2013 | Bun-no-ui Yun-ni-hak                            | Kim Jung-hoon                    |
| 2013 | My Paparotti                                    | Lee Jang-ho                      |
| 2016 | Tamjeong Hong Gil-dong: Sarajin ma-eul          | Hong Gil-dong                    |
| 2017 | Park Yeol                                       | Park Yeol                        |
| 2017 | I Can Speak                                     | Park Min-jae                     |
| 2018 | Earth: One Amazing Day (kor. 지구: 놀라운 하루) | Narrator (film dokumentalny BBC) |
| 2020 | Sanyang-ui sigan                                | Joon-seok                        |
| 2020 | Do-gol                                          | Kang Dong-goo                    |

### Telewizja
| Rok  | Tytuł                                                   | Rola                         | Stacja telewizyjna |
| ---- | ------------------------------------------------------- | ---------------------------- | ------------------ |
| 2010 | Sejamae                                                 | Kim Eun-gook                 | SBS                |
| 2012 | Paesyeon Wang                                           | Jung Jae-hyuk                | SBS                |
| 2014 | Bimir-ui mun                                            | Yi Sun, później Książę Sado  | SBS                |
| 2016 | Signal                                                  | Park Hae-young               | tvN                |
| 2017 | Naeil geudaewa                                          | Yoo So-joon                  | tvN                |
| 2018 | Yeougaksibyeol                                          | Lee Soo-yeon                 | SBS                |
| 2019 | DMZ – Prologue (or. DMZ 프롤로그) (serial dokumentalny) | Narrator                     | JTBC               |
| 2020 | Stove League                                            | Lee Je-hoon (cameo, odc. 16) | SBS                |
| 2021 | Model Taxi                                              | Kim Do-gi                    | SBS                |
| 2021 | Move to Heaven                                          | Jo Sang-goo                  | Netflix            |

## Nagrody i nominacje
| Rok  | Nagroda                                           | Kategoria                                                    | Wynik     | Źródło |
| ---- | ------------------------------------------------- | ------------------------------------------------------------ | --------- | ------ |
| 2011 | 20th Buil Film Awards                             | Najlepszy nowy aktor (Gojijeon)                              | Wygrana   | [ 1 ]  |
| 2011 | 20th Buil Film Awards                             | Najlepiej ubrany                                             | Wygrana   | [ 1 ]  |
| 2011 | 48th Grand Bell Awards                            | Najlepszy nowy aktor (Posępna noc)                           | Wygrana   | [ 2 ]  |
| 2011 | 48th Grand Bell Awards                            | Najlepszy nowy aktor (Gojijeon)                              | Nominacja | [ 2 ]  |
| 2011 | 31st Korean Association of Film Critics Awards    | Najlepszy nowy aktor (Gojijeon)                              | Wygrana   | [ 3 ]  |
| 2011 | 32nd Blue Dragon Film Awards                      | Najlepszy nowy aktor (Posępna noc)                           | Wygrana   | [ 4 ]  |
| 2011 | 19th Korean Culture and Entertainment Awards      | Najlepszy nowy aktor filmowy (Posępna noc)                   | Wygrana   |        |
| 2012 | 3rd KOFRA Film Awards                             | Najlepszy nowy aktor (Posępna noc)                           | Wygrana   | [ 5 ]  |
| 2012 | 48th Baeksang Arts Awards                         | Najlepszy nowy aktor filmowy (Geonchukhakgaeron)             | Nominacja | [ 6 ]  |
| 2012 | 6th Asian Film Awards                             | Najlepszy aktor drugoplanowy (Gojijeon)                      | Nominacja | [ 7 ]  |
| 2012 | 6th Mnet 20's Choice Awards                       | 20's Male Movie Star (Geonchukhakgaeron)                     | Wygrana   | [ 8 ]  |
| 2012 | 16th Puchon International Fantastic Film Festival | Nagroda Fantasia (Geonchukhakgaeron)                         | Wygrana   | [ 9 ]  |
| 2014 | 10th Jecheon International Music & Film Festival  | Najlepszy aktor w filmie muzycznym (My Paparotti)            | Wygrana   | [ 10 ] |
| 2014 | CGV Arthouse Opening Ceremony                     | Plaque for Rising Star in Independent Film (Posępna noc)     | Wygrana   | [ 11 ] |
| 2014 | SBS Drama Awards                                  | Top Excellence Award, Actor in a Serial Drama (Bimir-ui mun) | Wygrana   | [ 12 ] |
| 2014 | SBS Drama Awards                                  | Top 10 Stars (Bimir-ui mun)                                  | Wygrana   | [ 12 ] |
| 2014 | SBS Drama Awards                                  | Nagroda popularności (Bimir-ui mun)                          | Nominacja |        |
| 2014 | SBS Drama Awards                                  | Najlepsza para (z Park Eun-bin) (Bimir-ui mun)               | Nominacja |        |
| 2016 | tvN10 Awards                                      | Najlepszy aktor (Signal)                                     | Nominacja | [ 13 ] |
| 2016 | tvN10 Awards                                      | PD's Choice (Signal)                                         | Wygrana   | [ 13 ] |
| 2016 | 1. Asia Artist Awards                             | Best Celebrity Award, Actor (Signal)                         | Nominacja |        |
| 2016 | Korea Top Star Awards                             | Popular Star Award (Detective Hong Gil-dong)                 | Wygrana   |        |
| 2017 | 26. Buil Film Awards                              | Najlepszy aktor (Park Yeol)                                  | Nominacja |        |
| 2017 | 54. Grand Bell Awards                             | Najlepszy aktor (Park Yeol)                                  | Nominacja |        |